# Tricia Tuttle
Tricia Tuttle   (Carolina del Nord, 1970) és una programadora de festivals, periodista cinematogràfica i comissària estatunidenca. Des del 2024, és directora del Festival Internacional de Cinema de Berlín.
Tuttle va tocar com a guitarrista al grup de música June. Es va llicenciar per la Universitat de Carolina del Nord i va obtenir un màster en estudis cinematogràfics pel British Film Institute (BFI). El 1997 es va traslladar al Regne Unit. Va treballar com a programadora per a The Script Factory i el Festival de cinema Lèsbic i Gai de Londres. Després, va exercir com a directora sènior de la British Academy of Film and Television Arts durant cinc anys fins que va ser contractada com a cap adjunta de festivals del BFI el 2013. Del 2018 al 2022, va dirigir el Festival de Cinema de Londres. Va assumir la direcció del Festival Internacional de Cinema de Berlín l'1 d'abril de 2024. Aquell any, abans de la 75a edició del festival, va afirmar que la percepció d'una excessiva vigilància a Alemanya del discurs sobre el conflicte entre Israel i Gaza estava deixant artistes fora del festival.